# Lohusuu
Lohusuu (německy Lohusu nebo Lohhusu) je městečko v estonském kraji Jõgevamaa, samosprávně patřící do obce Mustvee.

## Galerie

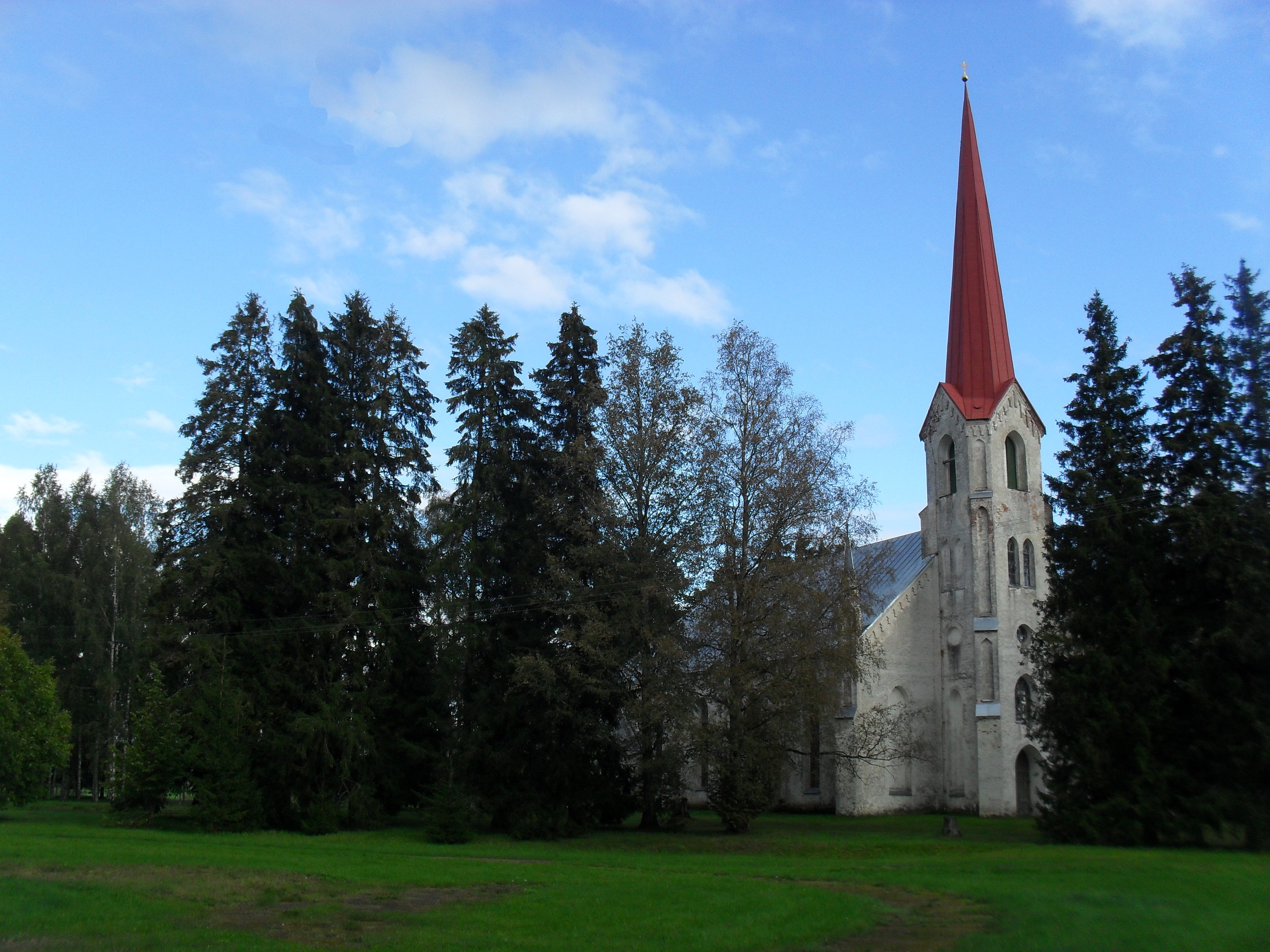
Evangelický kostel v Lohusuu
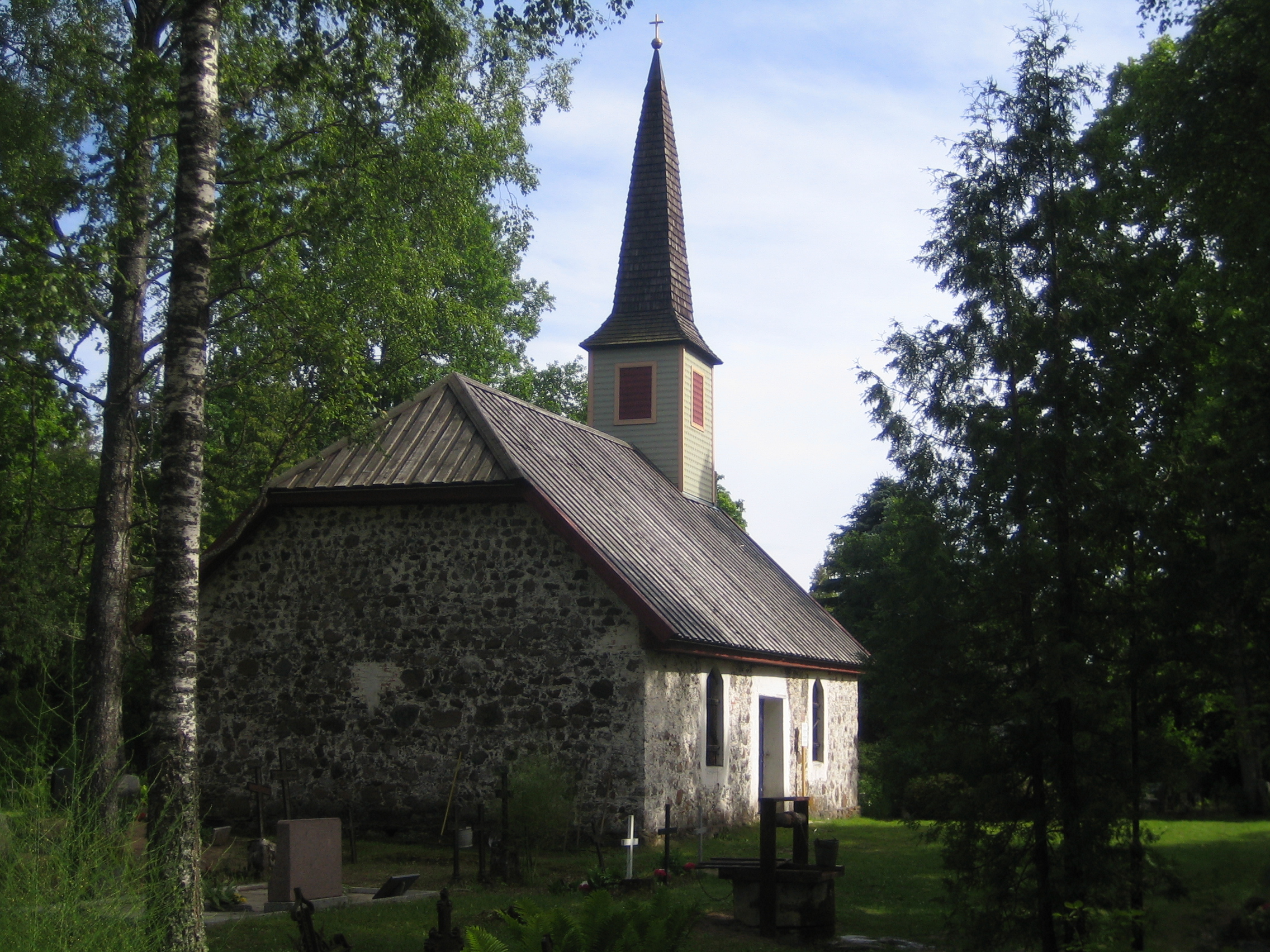
Hřbitovní kaple
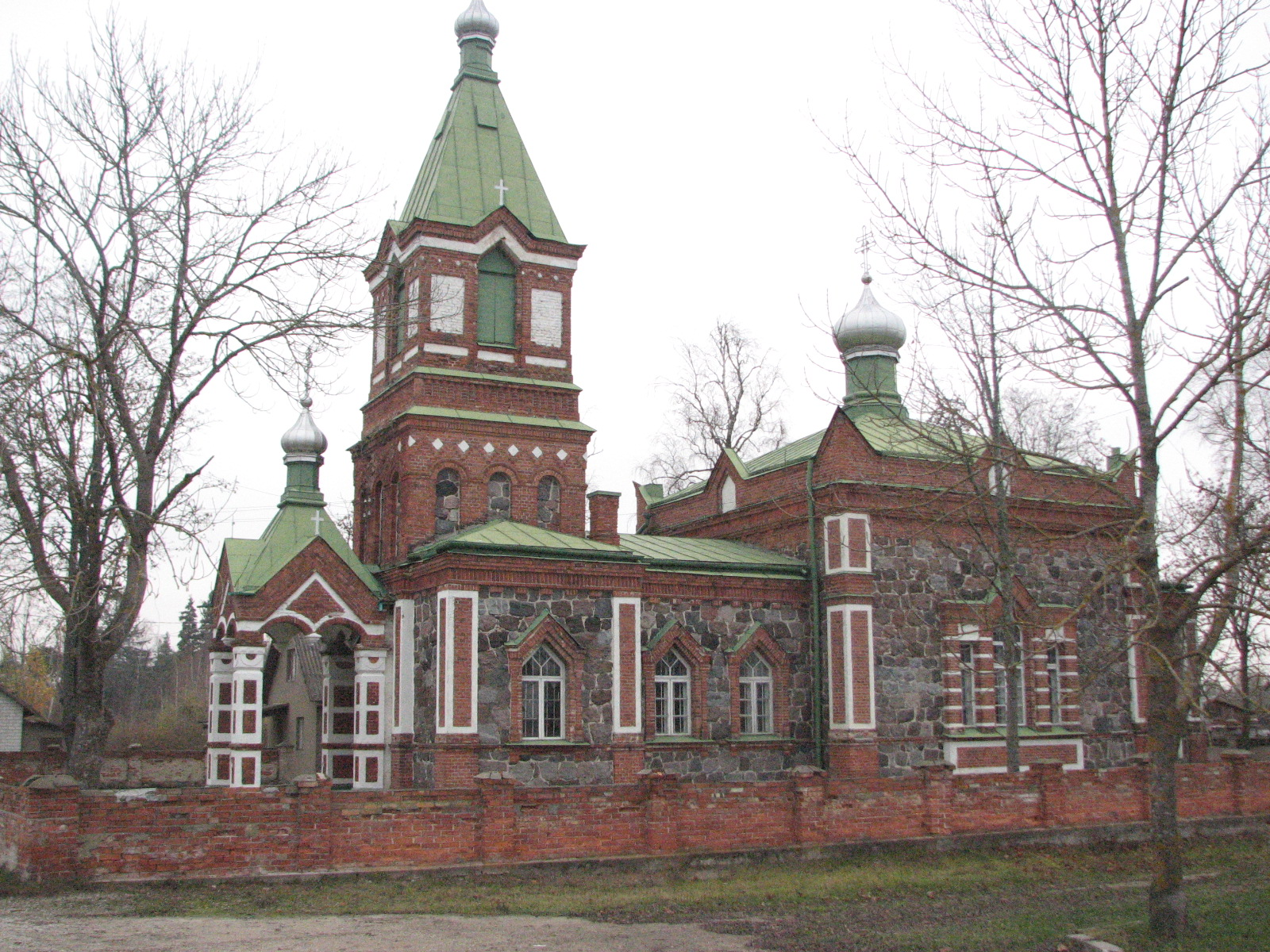
Pravoslavný kostel v Lohusuu
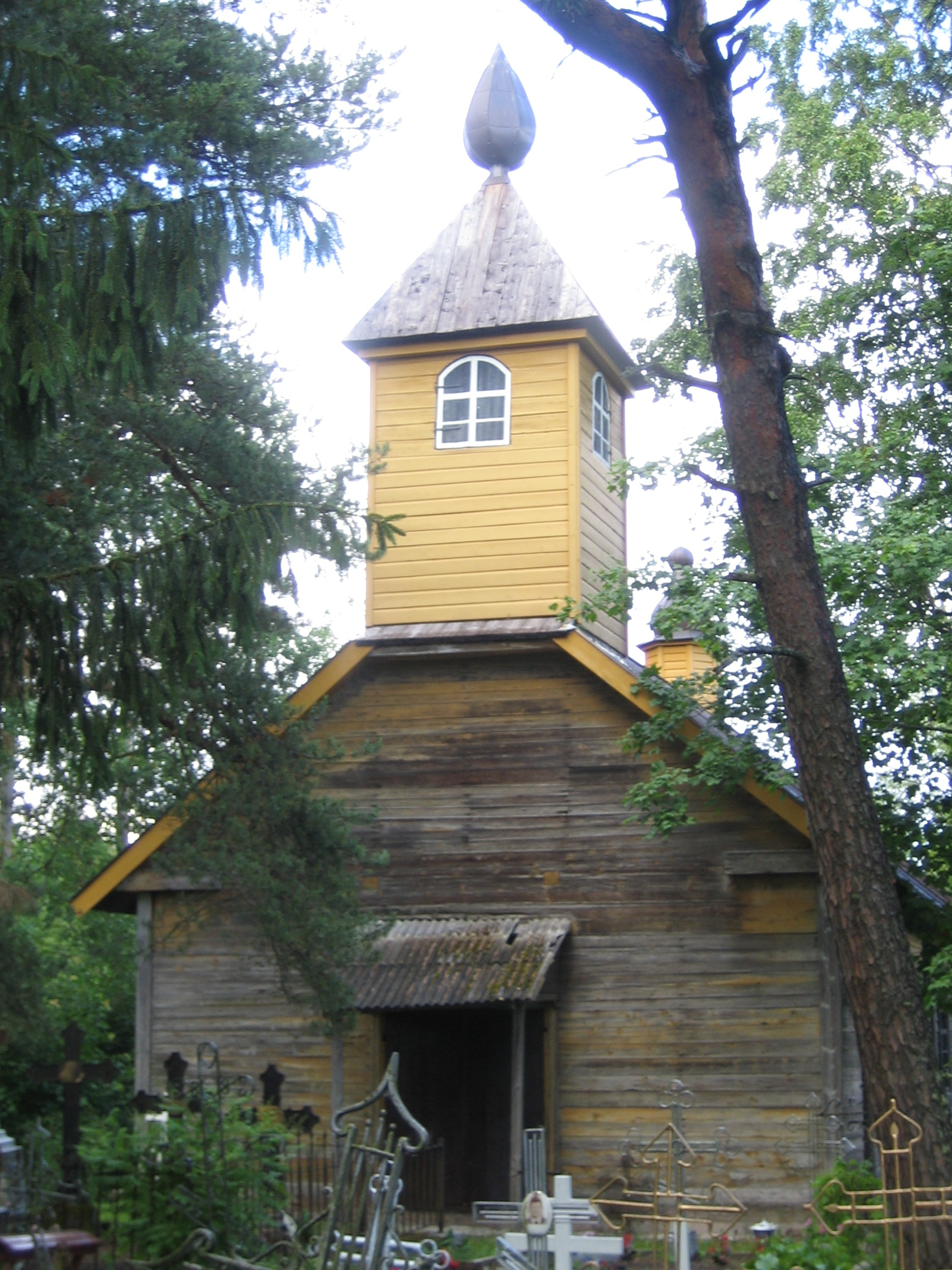
Starověrecká kaple
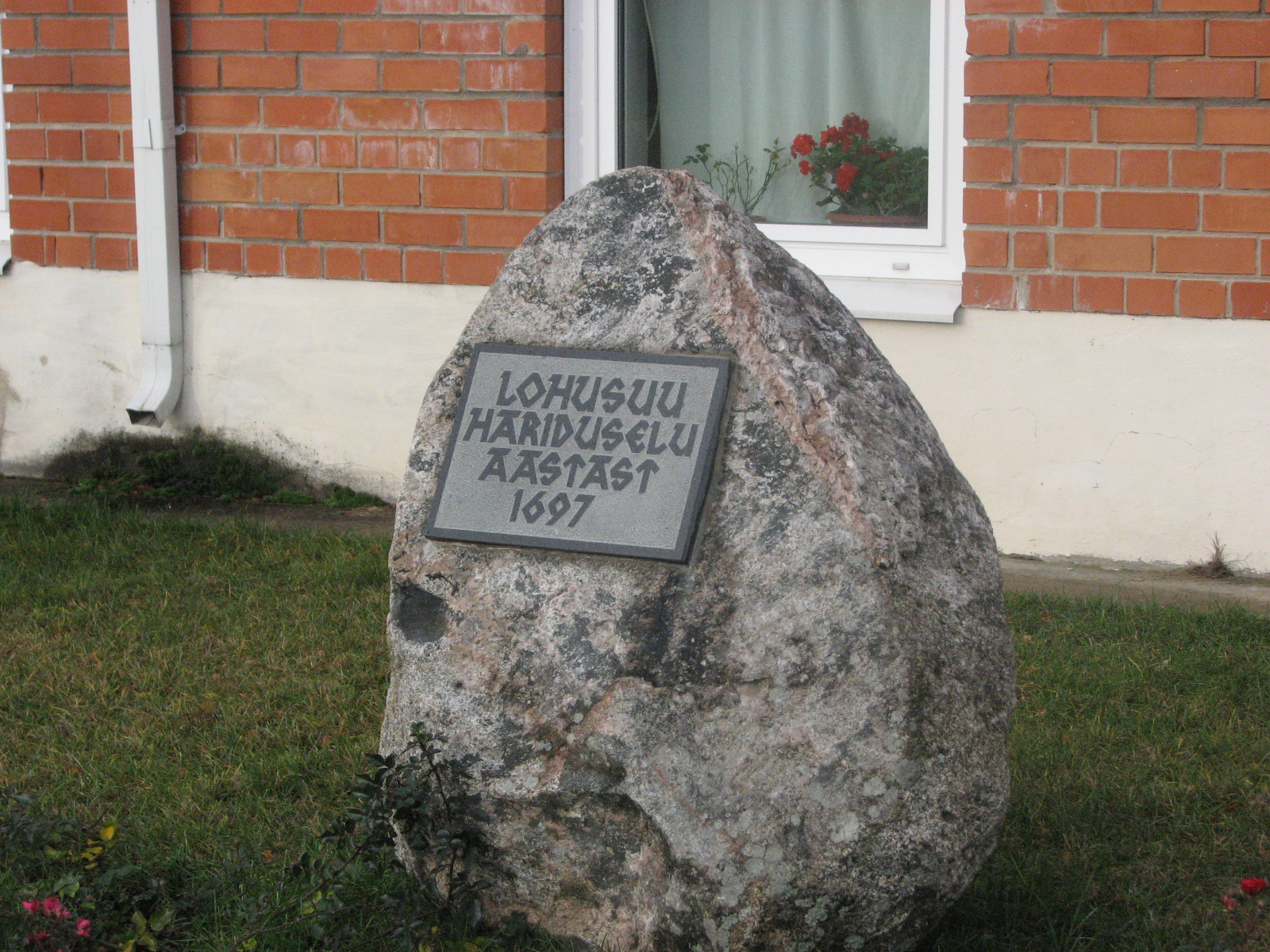
Kámen s pamětní deskou připomínající dějiny lohusuuské školy
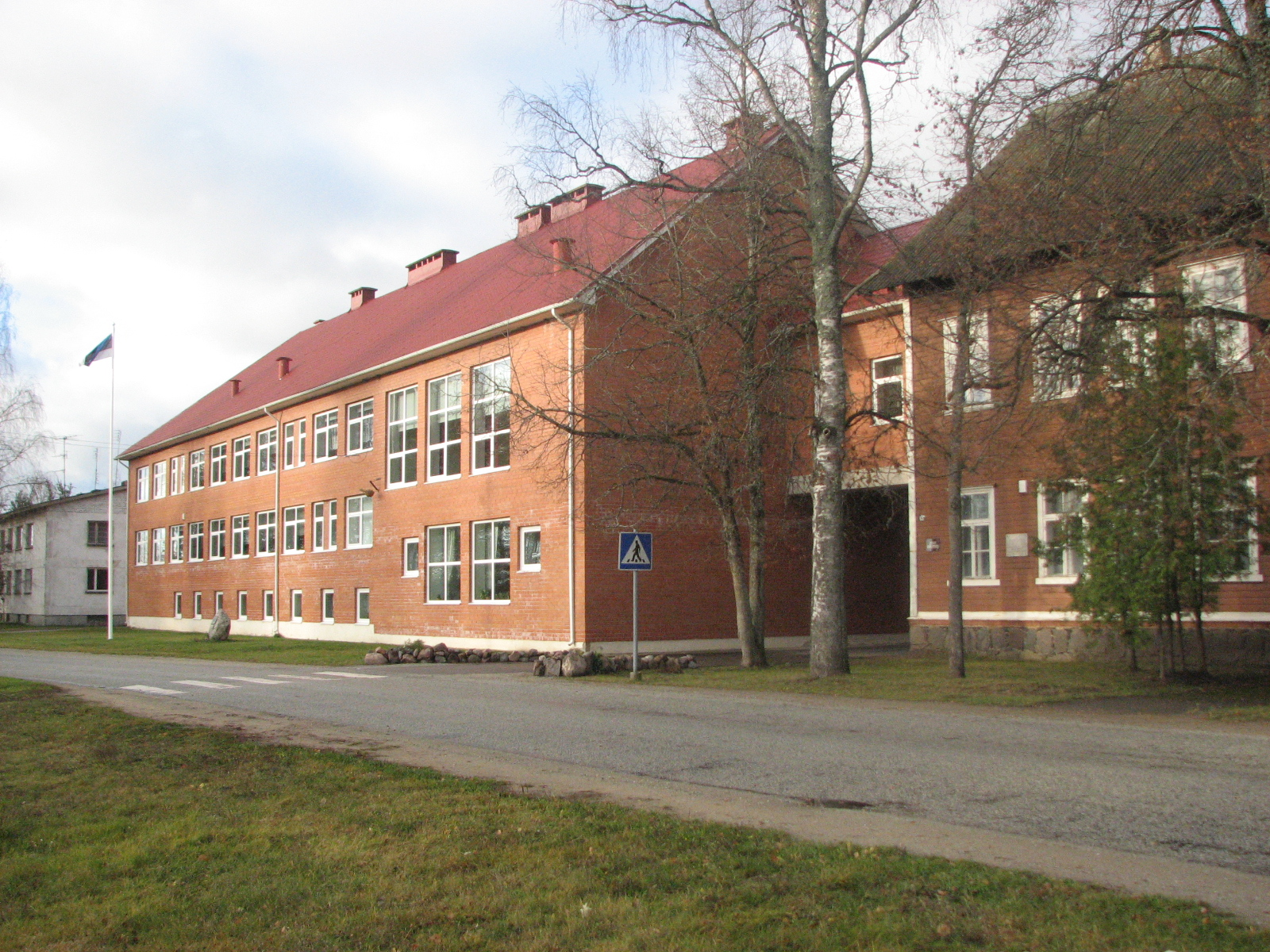
Současná školní budova
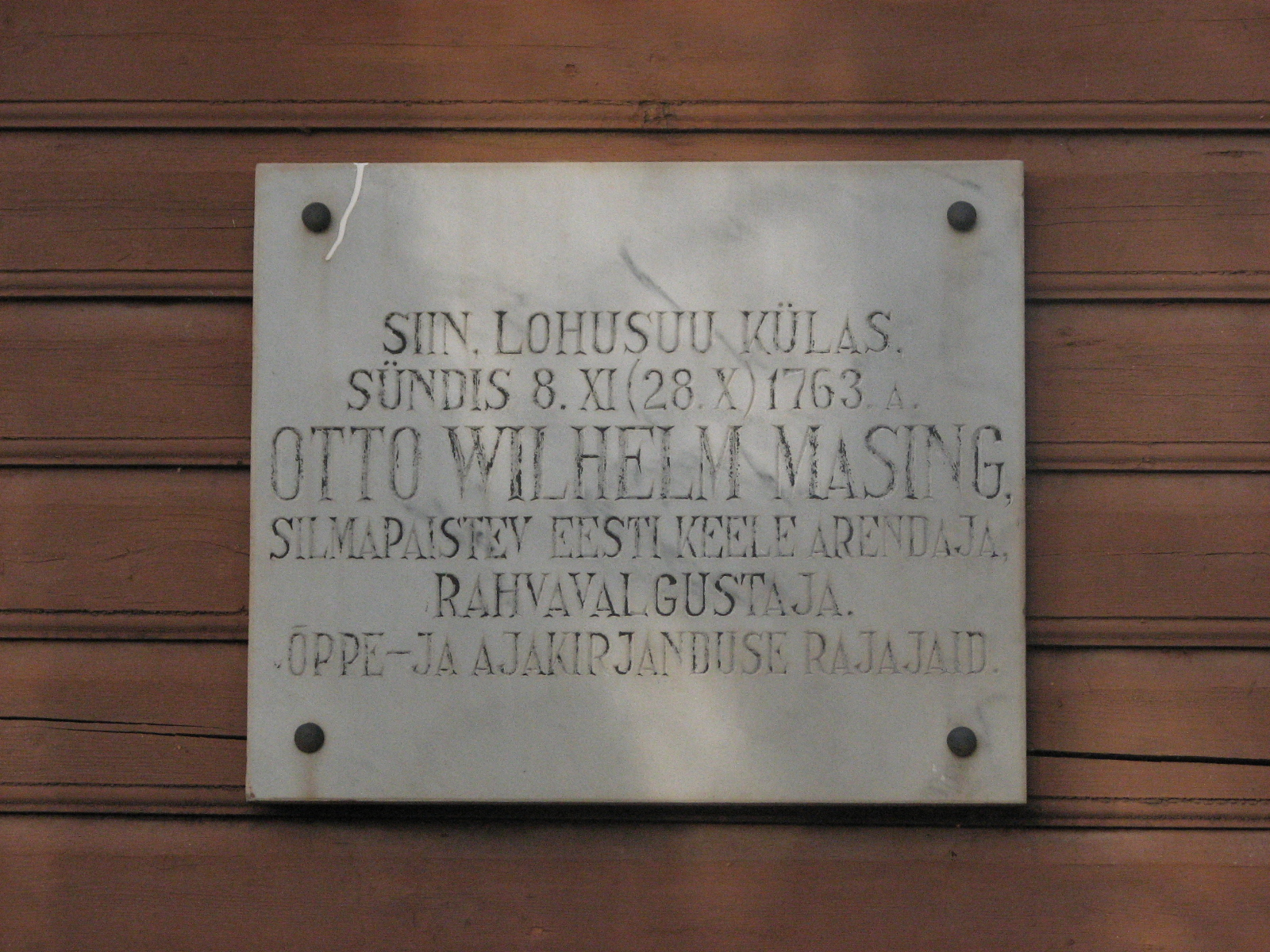
Pamětní deska národního buditele Otta Wilhelma Masinga
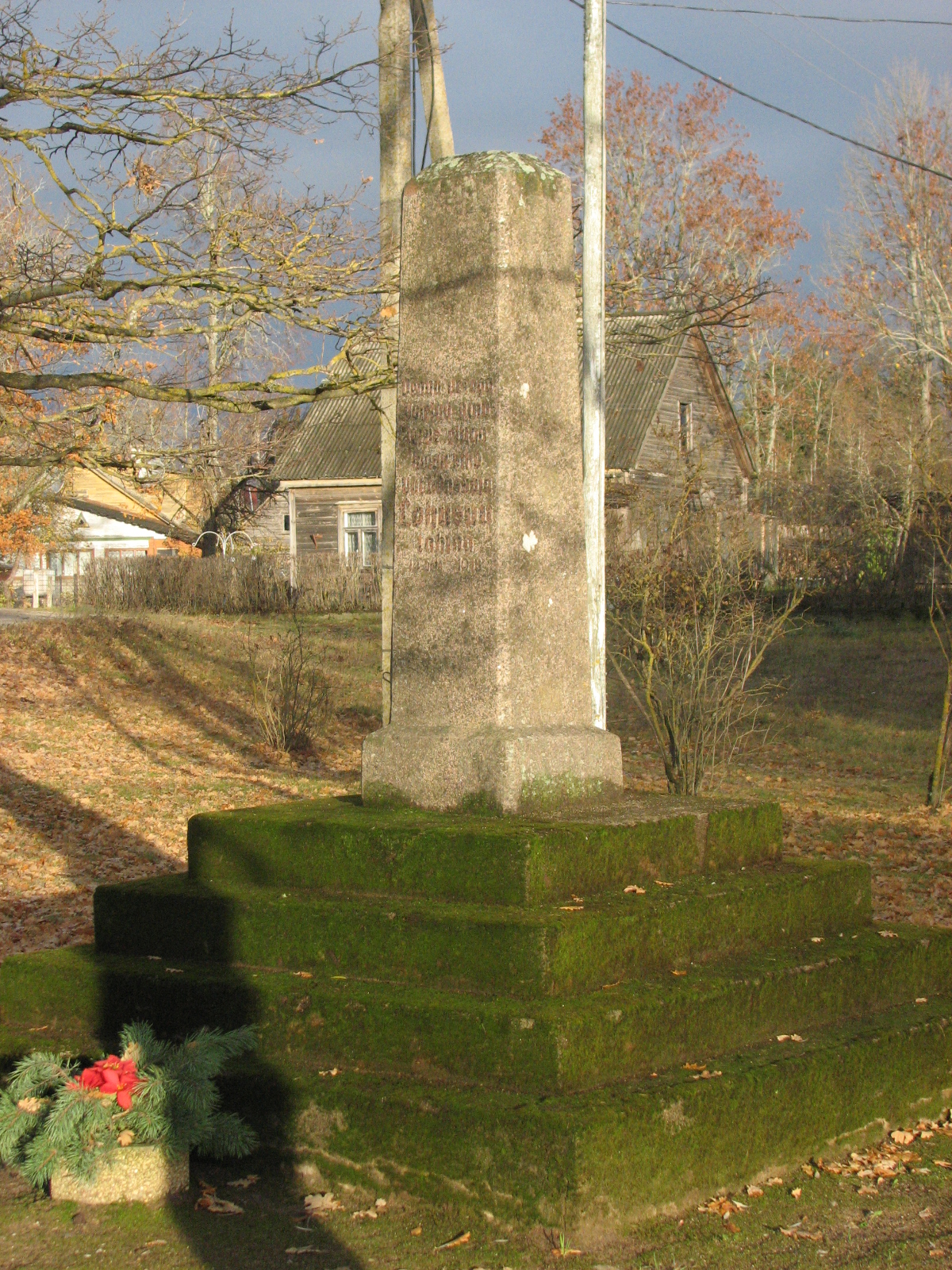
Památník bitvy u Lohusuu
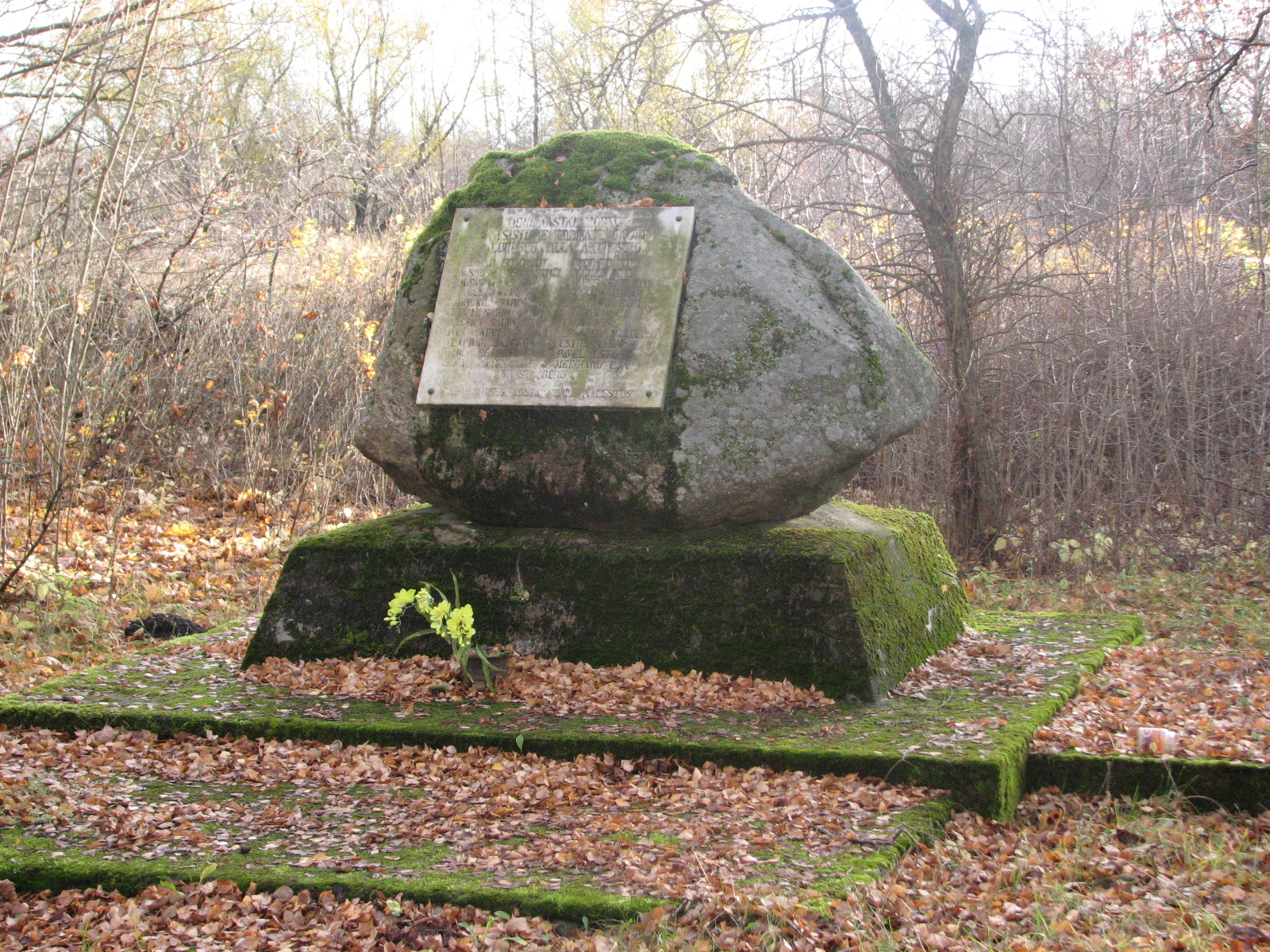
Pomník padlým ve 2. světové válce
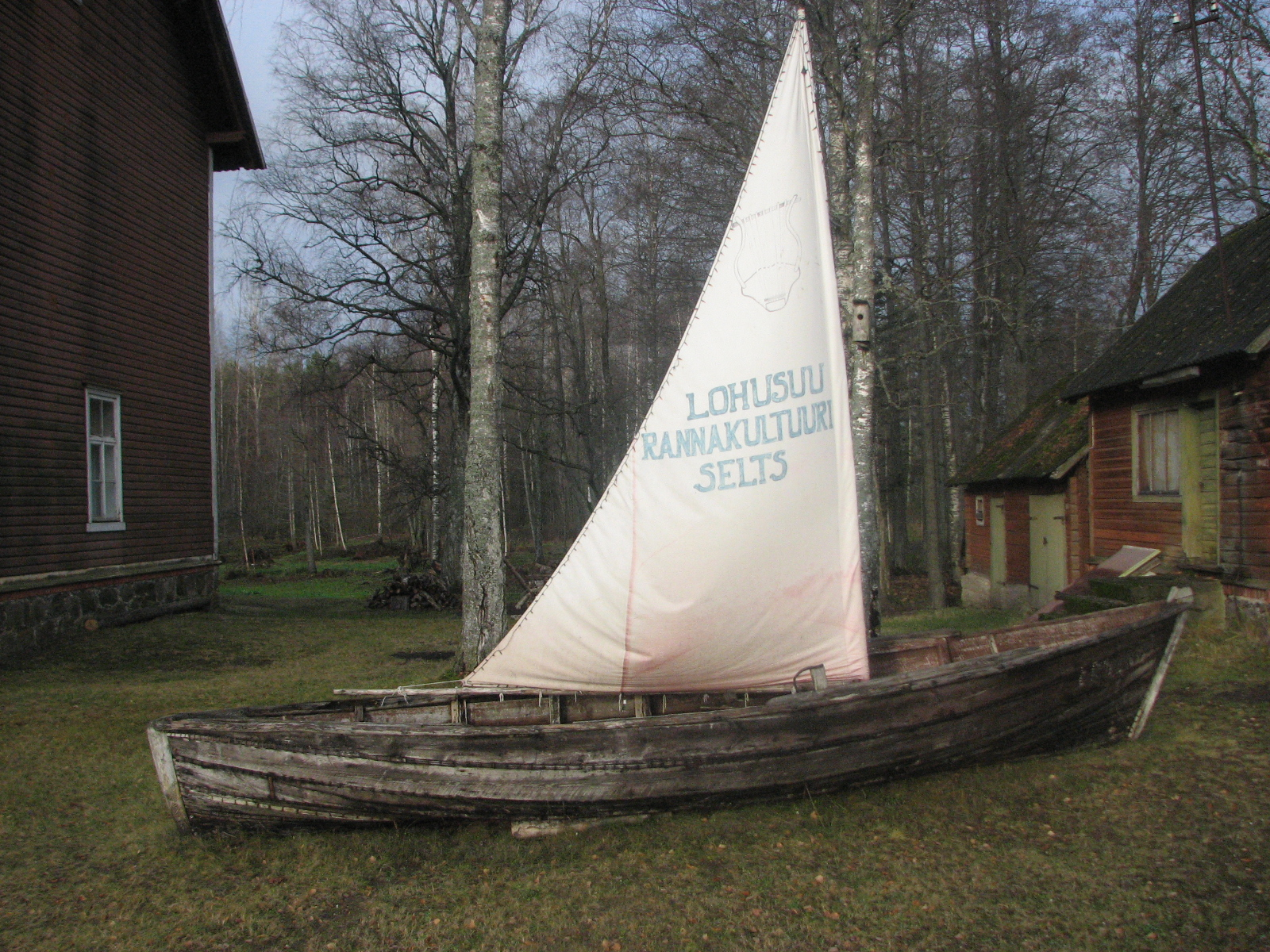
Symbolická loď kulturního spolku